# Neocunaxoides mahabaeus
Neocunaxoides mahabaeus är en spindeldjursart som beskrevs av Corpuz-Raros 1996. Neocunaxoides mahabaeus ingår i släktet Neocunaxoides och familjen Cunaxidae. Inga underarter finns listade i Catalogue of Life.